# ENTH domen
Epsin N-terminalni homologni domen (ENTH) je strukturni domen koji je prisutan u proteinima koji učestvuju u endocitozi i citoskeletalnoj mašineriji.

## Struktura
Ova domen je oko 150 aminokiselina dug i uvek je lociran na N-terminusu proteina. On formira kompaktne globularne strukture, koje se sastoje od 9 alfa heliksa povezanih petljama promenljive dužine. Opštu topologiju određuju tri heliksne ukosnice koje smeštene konsekutivno sa desnim zaokretom. N-terminalni heliks je savijen unazad, tako da formira dubok žleb u kome je mesto vezivanja  liganda. Lipidni ligand formira koordinatne veze sa aminokiselinskim ostacima okružujućih alfa heliksa. Sva tri fosfata imaju višestruke koordinatne veze.

## Literatura
- Ford MG; Mills IG; Peter BJ;  . (2002). „Curvature of clathrin-coated pits driven by epsin”. Nature. 419 (6905): 361—6. PMID 12353027. doi:10.1038/nature01020.

## Spoljašnje veze
- [http://www.expasy.org/cgi-bin/nicedoc.pl?PDOC50942